# Amrit Sanskar
L'Amrit Sanchar è la cerimonia di battesimo che viene celebrata nel Sikhismo per l'ingresso iniziatico alla comunità religiosa. La pratica è in uso sin dai tempi di Guru Gobind Singh, Decimo guru. Il rito consiste nel far bere all'iniziando un nettare in presenza del testo sacro del Sikhismo e dai 5 bania, il Guru Granth Sahib . Il nettare viene preparato all'interno di un recipiente di ferro. L'adepto che riceve il battesimo deve essere ben consapevole e accettare la pratica della disciplina sikh e la partecipazione alle attività religiose comunitarie.